# Volovljek (prelaz)
Volovljek (1029 m) ali Kranjski rak je prelaz med Gorenjsko in Štajersko v severni Sloveniji.
Prelaz Volovljek leži na razvodju med Kamniško Bistrico in Savinjo na vzhodnem robu Kamniško-Savinjskih Alp. Prek vodi asfaltirana cesta, ki se v vasi Podlom, le slab kilometer pod prevalom Črnivec, odcepi od ceste Stahovica–Gornji Grad. Cesta sprva pelje nad vasjo Kališe mimo cerkvice sv. Ahaca in po štirih kilometrih doseže preval Volovljek - Kranjski rak.
Prelaz je naravna meja med Gorenjsko in Štajersko. Proti vzhodu se meja nadaljuje na Kranjsko reber, Plešivec in Lom s katerega se spusti na Črnivec, proti zahodu pa po vzhodnih pobočjih Velike planine, prek Konja do prevala Presedljaj.
Tu se križata dve cesti. Prva vodi na zahod proti Veliki planini, druga na vzhod proti Kašni planini in nato pod Kranjsko rebrijo in Plešivcem proti Črnivcu. Cesta, po kateri smo prišli, pa se nadaljuje v dolino Podvolovljek in po desetih kilometrih doseže Luče, kjer se priključi cesti Logarska dolina–Ljubno ob Savinji.

## Prehodi
- Na Veliko planino (1½ ure)
- Na Kašno planino (1 ura)
- Na Veliki Rogatec (1557 m)